# 白羊仿刺鎧蝦
白羊仿刺鎧蝦（学名：Munidopsis arietina）为鎧甲蝦科仿刺鎧蝦屬下的一个种。